# Bipersoner i Harry Potter-universet
Det følgende er bipersoner i Harry Potter-serien, skrevet af J. K. Rowling.

## Elever på Hogwarts

### Hannah Abbott
Hannah Abbott går på samme årgang som Harry Potter og hører til Huset Hufflepuff. Hun har en fjern slægtning, som ligger på kirkegården i Godric Dalen under navnet Abbott. I hendes 4. år er hun med til at mobbe Harry potter, dette ses dog mest i filmene. På sit femte år bliver Hannah udnævnt til Vejleder. Hun er også medlem af Dumbledores Armé. Senere gifter hun sig med Neville Longbottom og bliver værtinde på Den Utætte Kedel. Hannah Abbott bliver i filmene spillet af skuespilleren Charlotte Skeoch.

### Katie Bell
Katie Bell går en årgang over Harry på Hogwarts; fra sit andet år på skolen spiller hun som angriber på Gryffindors quidditchhold. I Harry Potter og Halvblodsprinsen er hun den eneste, der er tilbage fra det oprindelige hold, som Harry Potter startede på. 
I Halvblodsprinsen bliver hun forbandet af Draco Malfoy, der prøver at bruge hende til at overbringe en forhekset halskæde til Albus Dumbledore, da Draco har fået til opgave at dræbe ham; da Katie selv strejfer halskæden ender hun på Skt. Mungos lige inden quidditchfinalen mod Ravenclaw, så Dean Thomas må overtage Katies plads på holdet.
Katie er også medlem af Dumbledores Armé. 
Katie Bell bliver i filmene De Vises Sten og Hemmelighedernes Kammer spillet af skuespilleren Emily Dale, og i Halvblodsprinsen spillet af skuespilleren Georgina Leonidas.

### Susan Bones
Susan Bones går på samme årgang som Harry Potter og er medlem af Dumbledores Armé. Hun  hører til Huset Hufflepuff. I Fønixordenen er Susans tante, Amelia Bones, med til at afhøre Harry sammen med hele højmagiratet.
I filmene De Vises Sten og Hemmelighedernes Kammer bliver hun spillet af skuespilleren Eleanor Columbus.

### Lavender Brown
Lavender Brown er fra samme årgang som Harry Potter, og tilhører kollegiet Gryffindor. Hun er bedste veninde med Pavarti Patil som også kommer fra Gryffindor. Lavender har et godt forhold til læreren i faget spådom, Professor Trelawney. I Fønixordenen tror Lavender indledningsvist ikke på Harrys historie om Lord Voldemorts tilbagevenden; senere ændrer hun mening og melder sig ind i Dumbledores Armé.
I Halvblodsprinsen danner Lavender par med Ron Weasley efter han opnår momentan berømmelse på baggrund af en exceptionelt god Quidditchkamp. Her fremstår Lavender meget omklamrende i sin kærlighed til Ron, og hun lader til at have nogle meget urealistiske og romantiserede forestillinger om deres parforhold, således at Ron til sidst mister interessen for hende. Senere slår Lavender op, da hun ser Ron forlade sin sovesal sammen med Hermione; i filmen sker dette brud dog efter Lavender overhører at Ron ligger i sygeseng i hospitalsfløjen og ubevidst kalder på Hermione, ikke hende. 
I filmen Hemmelighedernes Kammer bliver hun spillet af skuespilleren Kathleen Cauley, i Fangen fra Azkaban af Jennifer Smith og i Halvblodsprinsen af Jessie Cave.

### Cho Chang
Cho Chang er Ravenclaw-elev og et år ældre end Harry Potter. Hun er beskrevet som en lav, meget køn pige med langt, sort hår. Hun er tilsyneladende populær, da hun næsten altid er omgivet af en stor gruppe venner. En af hendes bedste veninde er Marietta Edgecombe. Cho er derudover Søger (seeker) på Ravenclaws Quidditch-hold. Hendes navn tyder på, at hun kunne være af østasiatisk oprindelse. Cho er også medlem af Dumbledores Armé.
I Flammernes Pokal bliver hun kæreste med Cedric Diggory som i slutningen af semesteret bliver myrdet af Voldemort. I Fønixordenen danner hun par med Harry, selv om hun stadig har mange følelser investeret i Cedric. Hun græder ofte, når hun taler med Harry om Cedric. Måske er det derfor, at Harrys flamme for hende forsvinder, da han selv ikke vil tale om Cedric og hans død. Senere finder Cho sammen med Michael Corner i stedet. Efter skolen gifter hun sig med en Muggler. 
Hun bliver i filmene spillet af Katie Leung.

### Michael Corner
Michael Corner kommer fra kollegiet Ravenclaw og går på samme årgang som Harry Potter. Han kommer sammen med Ginny Weasley på sit femte år og Cho Chang på sit sjette. Medlem af Dumbledores Armé.
Han bliver i filmene spillet af skuespilleren Ryan Nelson, hvor han i rulleteksten bliver krediteret som Somewhat Doubtful Boy.

### Vincent Crabbe
Vincent Crabbe er elev på Hogwarts og hører til kollegiet Slytherin. Crabbe ses ligesom Gregory Goyle sjældent uden Draco Malfoy. Hans far er dødsgardist.
Crabbe er temmelig stor, har gorillalignende arme og en grydefrisure. Crabbe ser ikke ud til selv at kunne finde på idéer eller se tingene på sin egen måde; normalt skal han fortælles, hvad han skal gøre. I Halvblodsprinsen virker han dog mere intelligent, da han for første gang kommer i skænderi med Malfoy. I samme bog bliver han forvandlet til en pige ved hjælp af Polyjuice-eliksiren.
Vincent Crabbe optræder ofte i både filmene og bøgerne, men ses sjældent tale.

### Colin og Dennis Creevey
Colin og Dennis Creevey er to mugglerfødte brødre fra Gryffindor-kollegiet. Colin er Harry Potter's største fan og er meget fascineret af hvordan man kan fremkalde billeder der bevæger sig. Han er meget glad for at tage billeder og har billeder af næsten alting fra troldmandsverdenen. Dennis er Colins lillebror, og han er ligeså stor fan af Harry Potter som sin storebror. Colin dør under kampen mod Lord Voldemort, da han tager tilbage til slottet (efter at være blevet evakueret fra slottet, da han endnu ikke er myndig) for at hjælpe Harry Potter, og alle de andre som er med i kampen mod Lord Voldemort. Begge brødrene er medlemmer af Dumbledores Armé.
Colin spilles i filmene af Hugh Mitchell, mens Dennis kun optræder i bøgerne. 

### Cedric Diggory
Cedric Amos Diggory bliver introduceret i Harry Potter og Fangen fra Azkaban som Hufflepuffs søger, men han får først en større rolle i Harry Potter og Flammernes Pokal, hvor han og Harry som de to repræsentanter fra Hogwarts skal kæmpe om Trekamps Pokalen.
Cedric er populær over hele skolen, især blandt piger. Han er en køn, høj mørkhåret dreng, der også er præfekt på Hufflepuff-kollegiet og spiller på skolens Quidditch-hold, hvor Hufflepuff i den tredje film slår Gryffindor. I fjerde bog bliver han og Cho Chang kærester, en pige som Harry egentlig er hemmeligt forelsket i.
Da han og Harry tager fat i pokalen sammen, viser den sig at være en Transitnøgle, og de bliver ført til Lille Galgeby, hvor Voldemort befinder sig. Ormehale, som skal hjælpe Voldemort med sin genfødsel, dræber Cedric med dræberforbandelsen Avada Kedavra.
Harry har tit mareridt om hans død, da det lykkedes ham at slippe væk fra Voldemort, og tilbage til Hogwarts med Cedrics lig.
Cedric Diggory bliver i filmene spillet af Robert Pattinson.

### Seamus Finnigan
Seamus Finnigan er en af Harrys venner på Gryffindor. Seamus' far er muggler mens hans mor er en heks, det fortalte hun ham dog først da de var blevet gift. Han har en fætter ved navn Fergus. I den femte bog bliver Seamus uvenner med Harry Potter fordi han ikke tror på hans historie om at Voldemort er vendt tilbage. Medlem af Dumbledores Armé.
Han bliver i filmene spillet af skuespilleren Devon Murray.

### Gregory Goyle
Gregory Goyle er elev på Hogwarts på Slytherin-kollegiet. Han er venner med Draco Malfoy og Vincent Crabbe.

### Angelina Johnson
Angelina Johnson går to årgange over Harry Potter. Kendt som først Angriber og senere Anfører på Gryffindors Quidditch-hold. Medlem af Dumbledores Armé.
Efter Slaget om Hogwarts gifter hun sig med George Weasley og får to børn med ham, Fred og Roxanne.
I De Vises Sten, Hemmelighedernes Kammer og Fangen fra Azkaban bliver hun spillet af Danielle Tabor, mens hun i Flammernes Pokal bliver spillet af Tiana Benjamin.

### Lee Jordan
Lee Jordan går to årgange over Harry Potter og er bedste venner med Fred og George Weasley. Han hører til Huset Gryfindor. Han er Quidditch-kommentator på Hogwarts og medlem af Dumbledores Armé. 
Han bliver i filmene spillet af Luke Youngblood.

### Neville Longbottom
Neville Longbottom er ligesom Harry, Ron Weasley og Hermione Granger tilknyttet Gryffindorkollegiet. 
Neville er søn af Frank og Alice Longbottom: to vellidte aurorere, som blev tortureret til vanvid af dødsgardisten Bellatrix Lestrange. De blev indlagt på hospitalet, da Neville var lille. Han bliver derfor opfostret af sin bedstemor, Augusta. 
Augusta frygtede, Neville var en fuser, fordi han viste ringe talent for magi. Da Neville starter på Hogwarts, bliver det ikke bedre med det første: Neville er meget glemsom, og han har stort besvær med at udøve magi. Især faget eliksir er en plage. Det gør det heller ikke bedre, at Severus Snape hænger ham ud. Men Neville brillerer i faget botanik. Faktisk er han at takke for Harrys succes med gælletang i Harry Potter og Flammernes Pokal (dette dog kun i filmen, i bogen er det husalfen Dobby der redder Harry.)
Neville tilhører Gryffindor, men i starten af serien viser han sig ikke heltemodig, som Harry. I de sidste bøger udviser Neville nemlig stort mod. I Harry Potter og Dødsregalierne står Neville i spidsen for genåbnede Dumbledores Armé. I samme bog er det i øvrigt også Neville, som destruerer den sidste Horcrux: Voldemorts slange Nagini. Neville spiller altså en væsentlig rolle i bekæmpelsen af Voldemort. 
Neville bliver som voksen lærer i botanik på Hogwarts. 
Rowling har i et interview afsløret, at Neville gifter sig med Hannah Abbott efter skolen. Hun bliver indehaver af Den Utætte Kedel, og parret indretter deres hjem i lokaler over pubben. Rowling mente, at hendes læsere ville finde dette "exceptionelt cool". 

Af anden familie nævnes Nevilles grandonkel Algie Longbottom, hans farmor og farfar Callidora Black og Harfang Longbottom, samt hans grandtante Enid Longbottom.
Neville bliver i filmene spillet af Matthew Lewis.

### Luna Lovegood
Luna Lovegood går en årgang under Harry Potter og hører til kollegiet Ravenclaw. Hun har et meget aparte look, da hendes tryllestav er placeret bag hendes øre, hun bærer radiseøreringe og så har hun en halskæde af ingefærøl-korkpropper. Luna har udstående, mørkeblå øjne, bleg hud og helt lyst hår.
Lunas far Xenophilius Lovegood er redaktør på et blad kaldet Ordkløveren, som bringer mange kuriøse og svævende historier. Harry Potter tror først, at Luna læser bladet for at få sig et godt grin, men så finder han ud af, at hun rent faktisk tror på historierne; derfor bliver hun regnet som underlig af mange. Derfor bliver hun også kaldt "Månesyge Luna". Folk tager også hendes ting og gemmer dem. En af Lunas bedste  veninder, Ginny Weasley, forsvarer hende meget og bliver rasende, når nogen kalder hende månesyg eller tager hendes ting. Det eneste tidspunkt, hvor Luna er ude af sin drømmende tilstand, er når hun forsvarer sandheden i Ordkløverens historier.
Trods sin ejendommelighed og underlige valg om, hvad hun vil tro på, er Luna stadig ved sine fulde fem og hun er sandsynligvis også temmelig intelligent, da hun blev placeret i Ravenclaw. Hun har også meget moral og empati og virker faktisk temmelig god til at trøste andre. Medlem af Dumbledores Armé.
Rowling har i et interview fortalt at efter skolen vælger Luna en karriere som naturalist, selv om hun indser at visse af hendes fars teorier er "mindre sande". Hun gifter sig med en anden naturalist, Rolf, og bliver mor til Lorcan og Lysander.
Luna Lovegood bliver spillet af Evanna Lynch i filmene.

### Ernie MacMillan
Ernie MacMillan går på samme årgang som Harry Potter og hører til Huset Hufflepuff. Medlem af Dumbledores Armé. Han har en forfader ved navn Melania Black MacMillan.
Han bliver i filmene spillet af Louis Doyle.

### Padma Patil
Padma Patil har en tvilling, Pavarti Patil, og de har begge mørkt hår og mørke øjne (de er enægget). Medlem af Dumbledores Armé. I Halvblodsprinsen hører man, at Padmas forældre gerne vil have, at hun og Parvati kommer hjem, men de får lov til at blive, inden Albus Dumbledore dør.
Hun bliver i Fangen fra Azkaban spillet af Sharon Sandhu og i senere film af Afshan Azad.

### Parvati Patil
Parvati Patil er bedste veninder med Lavender Brown. Hun har en tvilling, Padma Patil, og de har begge mørkt hår og mørke øjne(de er enægget). Medlem af Dumbledores Armé. Til juleballet følges Parvati med Harry Potter (efter en invitation i sidste øjeblik fra Harry) og bliver træt af Harry, da han ikke gider at danse med hende, men hun bliver hurtigt fundet af en dreng fra Beauxbatons-akademiet. Hun har pink gevandter på til lejligheden.
Lavender Brown og Parvati ser meget op til deres spådomslærer Sibyll Trelawney, men da Trelawney bliver afskediget i Harry Potter og Fønixordenen, ser det ikke ud som om Parvati har noget imod, at den flotte kentaur Firenze overtager undervisningen. Hun består sin U.G.L. i Spådom, og da Professor Minerva McGonagall uddeler skemaer på Patils sjette årgang, lyder hendes første spørgsmål, om Firenze stadig underviser i spådom. 
I Harry Potter og Halvblodsprinsen hører man, at Parvatis forældre gerne vil have, at hun og Padma kommer hjem, men de får lov til at blive, inden Albus Dumbledore dør.
Hun bliver i Fangen fra Azkaban spillet af Sitara Shah og i senere film af Shefali Chowdhury.
Inden for hinduisme er Parvati en form af Shakti, der er det aktive, dynamiske aspekt af kvindelig kraft. Parvati er Shivas hustru og ophav til alle Jordens mennesker.

### Zacharias Smith
Zacharias Smith går på samme årgang som Harry Potter. Han er Angriber og Anfører på Hufflepuffs Quidditch-hold. Han er muligvis efterkommer af Hepzibah Smith og Helga Hufflepuff. 
Han bliver spillet af skuespilleren Nick Shirm.
Han bliver krediteret som Slighty Creepy Boy.

### Alicia Spinnet
Alicia Spinnet går to årgange over Harry Potter. Hun er Angriber på Gryffindors Quidditch-hold. 
Hun bliver i De Vises Sten spillet af Leilah Sutherland, i Hemmelighedernes Kammer af Rochelle Douglas og i Fangen fra Azkaban af en ukendt skuespiller.

### Dean Thomas
Dean Thomas er ligesom Harry, Ron Weasley og Hermione Granger tilknyttet Gryffindorkollegiet. Medlem af Dumbledores Armé. Han kom sammen med Ginny Weasley fra starten af hans sjette år men de slog op i slutningen af skoleåret. Han er mørk i huden og er vokset op sammen med sin mor, far og søskende. Hvad han ikke ved er, at hans far faktisk er hans stedfar og hans søskende er hans stedsøskende. På J.K. Rowlings hjemmeside fortæller hun nemlig, at Deans far var en troldmand, der forlod sin kone og nyfødte søn for at beskytte dem imod dødsgardisterne. Han blev dræbt kort efter uden at hans kone vidste hvem han var.
Han bliver i filmene spillet af skuespilleren Alfred Enoch.

### Pansy Parkinson
Pansy Parkinson  hører til Slytherin kollegiet og går på samme årgang som  Harry Potter. Hun hører til Draco Malfoys slæng af venner.

## Elever på Beauxbatons

### Fleur Delacour
Fleur Isabella Delacour kommer fra Frankrig og går på skolen Beauxbatons. Hendes navn betyder "hoffets blomst" eller "gårdens blomst", og hun taler med udpræget fransk accent. Hendes forældre er Monseiur Delacour og Apolline Delacour. Fleur er kvart Wilie, og er derfor utroligt køn, hvilket de fleste drenge istemmer. Hun har langt sølvblondt hår, dybblå øjne og en række regelmæssige hvide tænder.
Fleur optræder først i Harry Potter og Flammernes Pokal hvor hun er deltager i den magiske trekamp. Som sin anden opgave får hun til opgave at redde sin lillesøster Gabrielle. Det foregår nede i den sorte sø, hvor hun efter mange prøvelser må give op. Harry har succes med at redde Gabrielle i hendes sted. Til juleballet danser Fleur med Ravenclaws anfører Roger Davis.
I starten er Fleur hurtig til at dømme og kritisere alt på Hogwarts. Senere hen, da Harry Potter redder hendes lillesøster Gabrielle, ser hun meget lysere på tingene. Fleur bliver senere gift med Bill Weasley (Rons ældste storebror), og sammen får de børnene Victoire, Dominique og Louis, og de flytter alle ud i Muslingehytten. Fleur er som medlem af Fønixordenen med i Slaget om Hogwarts.

### Gabrielle Delacour
Gabrielle Delacour er Fleur Delacours lillesøster. Hun går også på Beauxbatons ligesom sin storesøster. Hun spilles i Flammernes Pokal af skuespilleren Angelica Mandy.

## Elever på Durmstrang

### Viktor Krum
Viktor Krum er søger på det bulgarske Quidditch-landshold, som taber til Irland til Verdensmesterskabet i Harry Potter og Flammernes Pokal. Det er ved denne begivenhed at Krum bliver introduceret første gang. Senere i samme bog bliver han Durmstrangs deltager i Turneringen i Magisk Trekamp, som afholdes på Hogwarts. Han har Hermione Granger som ledsager til det store julebal i den Flammernes Pokal, da han er lun på hende.
I den anden turneringsopgave kaster han en forhekselse på sig selv, så han får et hajhoved, der tillader at han kan trække vejret under vand. Hans opgave er at hente Granger op af Søen. Under den tredje turneringsopgave bliver Viktor Krum forhekset af Barty Ferm Jr.
Sidenhen i de følgende Harry Potter bøger taler trekløveret, som består af Harry Potter, Ron Weasley og Hermione Granger, flere gange om Viktor Krum, da Hermione Granger skriver med ham, og Ron Weasley er jaloux.

### Poliakoff
Poliakoff er elev på Durmstrang, men man hører ikke meget om ham. Første og sidste gang han nævnes er i Flammernes Pokal i forbindelse med en varm drik der blev tilbudt til Viktor. Han lagde sit navn i Flammernes Pokal, men blev ikke valgt. Igor Karkaroff kommenterede hans tøj-mundering under velkomst middagen 1994. Han opdagede efter middagen Harry Potter.

### Karkaroffs Støtte
Karkaroffs Støtte er elev på Durmstrang. Han er ved Karkaroffs side hele tiden. Han lagde sit navn i Flammernes Pokal, men blev ikke valgt. Han sad ved siden af Viktor Krum da de holdt Cedric Diggorys begravelse.
Han bliver spillet af den Bulgarske Tolga Safer.

## Ministeriet for Magi

### Cornelius Fudge
Cornelius Oswald Fudge var minister for magi i England fra 1990 til 1997. Han blev efterfulgt af Rufus Scrimgeour.
Første gang man hører om ham er i De Vises Sten, hvor Hagrid beskriver ham for Harry som en meget usikker leder, som hele tiden beder Dumbledore om hjælp. 
I Hemmelighedernes Kammer sender Fudge Hagrid til troldmandsfængslet Azkaban for at vise det magiske samfund, at ministeriet gør noget for at ordne situationen. 
I Fangen fra Azkaban bliver han kritiseret, fordi han har informeret mugglerpremierministeren om, at Sirius Black var undsluppet fra Azkaban. Han står og venter på Harry, da denne ankommer til Den Utætte Kedel efter at have forladt Dursleys hus. Harry forventer at blive straffet, fordi han ved et uheld havde fået sin tante Marge til at blæse op som en ballon. Men Fudge giver ham ingen straf og beder kun Harry om ikke at forlade Den Utætte Kedel eller Diagonalstræde. Dette syntes Harry var mærkeligt, men da han finder ud af, at Fudge mener, at Sirius Black er ude efter ham, forstår Harry, hvorfor han er sluppet for straf. Harry møder igen Fudge, da denne kommer til Hogwarts for at bevidne appelhøringen vedrørende hippogrifen Stormvind.

### Dolora Nidkjær
Dolora Nidkjær ses første gang ved Harry Potters høring i Ministeriet for Magi, hvor hun er seniorundersekretær for Cornelius Fudge.
Harry møder hende næste gang, da hun bliver ansat som lærer i Forsvar mod Mørkets Kræfter. I timerne giver hun eleverne bøger at læse i og siger at de ikke skal bruge deres tryllestav i timerne. Hun bliver særligt hadet, da hun giver Harry en eftersidning, hvor han bliver sat til at skrive "jeg må ikke lyve" med Blodpennen, en magisk fjer, der kradser hans ord ned i hans egen håndryg. 
Da Albus Dumbledore bliver fjernet som rektor for Hogwarts bliver hun indsat som hans afløser. Senere bliver hun gjort til Storinkvisitor og bliver dermed inspirationen til at starte Dumbledores Armé.

### Rufus Scrimgeour
Rufus Scrimgeour overtog posten som minister i magi fra Cornelius Fudge. Før det var han leder af aurorerne, der er dem, der jager de troldmænd, der praktiserer mørk magi. Han prøvede flere gange i Halvblodsprinsen at få Harry Potter til at give sin støtte til Ministeriet for Magi, men Harry afviser ham, da han mener det er forkert at anholde uskyldige som f.eks. Stan Stabejs. Scrimgeour nægter hver gang at løslade dem, og afviser at de er uskyldige. Scrimgeour bliver i Dødsregalierne dræbt af Lord Voldemort.
Scrimgeour bliver spillet af Bill Nighy i filmene.

### Stan Stabejs
Stan Stabejs er konduktøren i Natbussen. Han snakker med Harry på turen til Den Utætte Kedel i Fangen fra Azkaban. I Halvblodsprinsen bliver han anholdt som Dødsgardist og sendt til Azkaban. Harry og Dumbledore mener dog, at han er uskyldig. I Dødsregalierne optræder han sammen med dødsgardisterne, da de forsøger at fange Harry under hans flugt fra Ligustervænget, men virker underligt fraværende.
Han bliver spillet af Lee Ingleby i Fangen fra Azkaban.

### Wilkie Tvefase
Wilkie Tvefase arbejder i Ministeriet for Magi, han er desuden lærer i Spektral Transferans på Hogwarts.

## Dødsgardister

### Alecto og Amycus Carrow
Dødsgardisterne Alecto og Amycus Carrow er søskende som deltager i angrebet på Hogwarts i slutningen af Harry Potter og Halvblodsprinsen. Det siges at efter Voldemorts første nederlag troede de at han var væk for evigt.
I Harry Potter og Dødsregalierne bliver Alecto og Amycus "lærere" på Hogwarts og disciplinerer brutalt elever som modsætter sig Voldemort. Amycus er lærer i Forsvar mod Mørkets Kræfter, men som Neville Longbottom siger så bliver det blot til "Mørkets Kræfter" hvor elever tvinges til at bruge Doloroso-forbandelsen mod elever som har eftersidning. Alecto underviser også i Mugglestudier, som bliver et obligatorisk fag, og lærer elever at Mugglere er som dyr. Kort før Slaget om Hogwarts venter Alecto i Ravenclaw-tårnet på Voldemorts ordrer, og forbereder sig på at tage Harry Potter til fange, men bliver paralyseret af Luna Lovegood efter at have berørt sit Mørkets Tegn for at tilkalde Voldemort. Amycus prøver, efter at have set hvad der er sket, at konspirere med Minerva McGonagall om at tilbyde nogle Ravenclaw-elever som offergaver til Voldemort mens han planlægger at bruge en løgn om at Ravenclaw-elever havde overfaldet Alecto og tvunget hende til at berøre Mørkets Tegn. McGonagall nægter, og diskuterer med Amycus, som spytter hende i ansigtet. Rasende over dette kaster Harry Doloroso-forbandelsen med en sådan styrke at Amycus besvimer. Senere kaster McGonagall Imperius-forbandelsen på ham og binder ham sammen med sin søster.
I filmudgaven af Harry Potter og Halvblodsprinsen spiller Ralph Ineson Amycus og Suzie Toase Alecto.

### Bartemius Ferm Jr.
Dødsgardisten Bartemius Ferm Jr. nævnes første gang i Harry Potter og flammernes pokal, hvor Sirius Black fortæller Ron, Harry og Hermione om hvordan hans far nådesløst gav ham livstid i Azkaban. I Harry Potter og Flammernes Pokal ser man hans retssag i Albus Dumbledores mindekar, her ser man ham skrige og bønfalde sin far om nåde. Han blev taget til fange sammen med Bellatrix Lestrange.

### Igor Karkaroff
Igor Karkaroff er rektor for Durmstrang Instituttet, senere i bogen bliver han dog afsløret som en dødsgardist. Efter Lord Voldemort vender tilbage tør han dog ikke at vende tilbage til ham. Det skyldes at han efter Voldemorts fald benægtede at have været hans tilhænger og fordi han tidligere har afsløret flere dødsgardister som så senere endte i Azkaban, heriblandt Barty Ferm Jr.

### Peter Pettigrew
Peter Pettigrew, også kaldet Ormehale (Wormtail) optræder første gang, som person i Harry Potter og Fangen fra Azkaban. Her viser det sig, at han er en Animagus, og har spillet almindelig rotte, som først Percy Weasley og senere Ron har haft, og bliver kaldt Scabbers som rotte.
Han gik på samme årgang som James Potter, Sirius Black og Remus Lupus, og var deres ven. Han var med til at skabe Røverkortet, hvor han omtales Ormehale. Han har altid været de tre andre underlegne, og holdt sig til dem, der var stærkere end ham selv.
Ormehale har været Voldemort's spion i Fønixordenen under Voldemorts første terrorregime. Da der skal vælges en hemmelighedsvogter, som skal vogte familien Potters skjulested, får Sirius overtalt James Potter i sidste øjeblik til at lade Ormehale være hemmelighedsvogter i stedet for sig selv. Dette gør han fordi, han tror at Voldemort aldrig ville regne med at en "svag og talentløs troldmand" som Ormehale ville få den opgave.
Ormehale forråder sin gamle ven James og er årsag til at Harry's forældre dør. Sirius tager ud for at hævne sig på Ormehale, men da han finder ham, anklager Ormehale Sirius for at være forræderen, hvorefter han med en besværgelse sprænger gaden i stykker og dræber 12 mugglere. Han skærer samtidigt sin ene ringefinger af, for at få folk til at tro at han er død. Herefter flygter han i sin Animagus-skikkelse ned i kloakken og bliver senere Percy Weasley's rotte. Han får tildelt Merlins 1. Orden post humt, fordi Ministeriet tror Sirius var forræderen og Ormehale forsøgte at hævne familien Potter.
Da Lupus og Sirius får forvandlet ham tilbage til menneskelig skikkelse i Det Hylende Hus vil de dræbe ham, men Harry sætter sig imod, og vil udlevere ham til Ministeriet for Magi, så de kan bevise Sirius' uskyld. Det lykkes Ormehale at flygte under forvirringen da Lupus forvandles til en varulv. Men Ormehale står i gæld til Harry, fordi han skånede hans liv.
I Harry Potter og Flammernes Pokal dræber han Cedric Diggory og er med til, at give Voldmort sin krop tilbage. Her skærer han sin sin ene hånd af, da besværgelsen, der skal give Voldemort sin krop tilbage, kræver "tjeners kød, villigt givet". Da Voldemort er genopstået fremtryller han en sølvhånd, som Ormehale får i stedet.
Selvom han har været med til Voldemorts genopstandelse, behandler Snape ham som en tjener i Harry Potter og Halvblodsprinsen og i Harry Potter og Dødsregalierne bliver han sat til at passe på fangerne i Malfoys kælder. Da Harry og Ron angriber ham, da han kigger ind til fangerne, begynder han at kvæle Harry, men da han kommer i tanke om, at Harry har skånet hans liv en gang, tøver han et øjeblik. Da han tøver vender sølvhånden sig mod ham selv, og kvæler ham, så han dør.
Han er den eneste Dødsgardist, der har været på et andet kollegie end Slytherin da han gik på Hogwarts
Rollen spilles i filmene af Timothy Spall.

## Andre troldmænd og hekse

### Alastor Dunder
Alastor Skrækøje Dunder er en eks-Auror, som er medlem af Fønixordenen. Han er nok den mest kendte Auror i moderne tider. Han er egenhændig ansvarlig for at have fanget utallige kriminelle troldmænd og hekse. Skrækøje har mange ar og er beskrevet som uhyggelig udseendemæssigt. Han har mistet mange kropsdele, deriblandt et øje, et ben  og en del af sin næse. Han er meget forsigtig – nogle vil sige paranoid – fordi han nægter at spise mad, han ikke selv har tilberedt. Han er især meget uhyggelig pga. sit falske øje, som er en erstatning for det mistede øje. Det kan rotere 360 grader, og kan se igennem næsten alt – inklusive vægge, døre, usynlighedskapper og i bagsiden af hans eget hoved. Derfor har han fået øgenavnet "Skrækøje".
Han optræder første gang i slutningen af Flammernes Pokal hvor den falske Skrækøje har låst ham nede i Kisten med De Syv Låg.
Han er en af de personer der i Fønixordenen redder Harry fra hans indespærring i Dursleys hjem efter at han blev dømt for at have gjort Dudley gak-gak. På Hovedkvarteret står han i hjørnet mens han brummer til Kingo og Sirius. Han deltager også i kampen i Mysterie Departementet i Døds Salen.
Han er en af de personer der skal fragte Harry fra familien Dursleys hjem til Vindelhuset, men bliver dræbt i kampen da de prøver at flygte fra Dødsgardisterne.
I filmene om Harry Potter bliver han spillet af Brendan Gleeson.

### Mundungus Fletcher
Mundungus Dunst Fletcher er medlem af både den Originale og den Gendannede Fønixorden. Han lever af at købe og sælge ofte mindre lovlige ting. Han stjal fra Black familiens hjem, da dette var hovedkvarter for Fønixordenen. Han deltog i missionen med at hjælpe Harry med at slippe fra familien Dursleys hus til Vindelhuset, om end han flygtede midt i disse tumulter.

### Gellert Grindelwald
Gellert Grindelwald er en ond troldmand. I filmen Harry Potter og Dødsregalierne spilles han af Jamie Campbell Bower. 
Grindelwald bliver senere overvundet af Albus Dumbledore; dette er en af mange ting, der gør Dumbledore berømt. Efter at være blevet overvundet spærres Grindelwald inde i Nurmengaard, det fængsel han havde bygget til sine fjender.
Det afsløres dog i bog syv, at Albus og Grindelwald var venner i nogle måneder af deres teenagesår. Grindelwald var blevet smidt ud af Durmstrang (en af Europas tre største troldmandsskoler) og var flyttet hjem til sin tante, som boede i Godricdalen. Tanten, Bathilda Bagshot, er en stor magisk historiker i J.K.R.'s univers, og hun introducerer Dumbledore, hvis mor lige er død, og som nu har ansvaret for sin syge søster og lillebror, da hans far er død for mange år siden, for Grindelwald, idet de begge er meget intelligente.
Dette venskab viser sig dog at blive farligt. Albus og Gellert brygger nemlig på skumle planer om at bryde det internationale hemmelighedsdekret (som påbyder, at den ikke-magiske befolkning ikke må vide af troldmandsverdenens eksistens) ved at ville underlægge sig mugglerne (den ikke-magiske befolkning). Derudover vil de have fat i Dødsregalierne, tre objekter som ifølge legenden skulle gøre ejermanden til herre over døden. Disse er: Oldstaven, som skulle have ekstraordinære magiske kræfter, Usynlighedskappen, som aldrig falmer, og Genopstandelsesstenen, som kan "opvække" de døde.
Så vidt går det dog ikke. Albus' bror Aberforth siger stop over for dem, fordi Albus ikke tager sig af søsteren Ariana. Det udvikler sig til en kamp mellem Gellert, Albus og Aberforth, som resulterer i, at Ariana dør. Umiddelbart efter flygter Grindelwald. 
Langt senere finder Dumbledore ud af, at Grindelwald har Oldstaven og nu er begyndt at terrorisere sit hjemland. Hans symbol bliver symbolet for dødsregalierne: et trekantet øje. Af frygt for at finde ud af, at det var ham selv, som slog Ariana ihjel (dette kunne ikke afgøres, fordi besværgelserne føg fra alle tre), tøver Albus i en lang periode med at udfordre Gellert. Det sker dog, og Albus vinder Oldstaven.
Til sidst i bog syv afsløres det yderligere, at Ariana var syg, fordi hun blev plaget af nogle mugglere, der så hende udføre magi som lille. Hendes far hævnede sig på mugglerne og blev som straf sendt til Azkaban, hvor han døde.
Rowling har senere i et interview udtalt, at Dumbledores fascination af Grindelwald også bundede i hans forelskelse i samme.

### Remus Lupus
Remus John Lupus (eng. Remus John Lupin) er en varulv. Han medlem af Fønixordenen og underviser i Forsvar mod Mørkets Kræfter på Harrys tredje år. Han var ven med Harrys far, den afdøde James Potter og Sirius Black og var ven med forrædderen Peter Pettigrew. 
Lupus blev som en lille dreng bidt af varulven Fenris Gråryg. Han kunne ikke komme ind på Hogwarts som en varulv, da ingen forældre ville tillade en varulv på skolen af frygt for deres børns sikkerhed. Men da Albus Dumbledore blev rektor på Hogwarts fik han medlidenhed med Lupus. Han tillod ham at komme til Hogwarts og sørgede for nogle sikkerhedsforanstaltninger. Det Hylende Hus blev bygget så Lupus kunne forvandle sig der uden at skade nogen og Slagpoplen blev plantet for at holde nysgerrige væk fra gangen til Huset. Remus Lupus hang i skoletiden meget ud med James Potter, Sirius Black og Peter Pettigrew. De skabte Røverkortet som viser hvor alle personer er på Hogwarts; derpå er han kendt som Hugtand. James, Sirius og Peter blev Animaguser for at kunne være sammen med Remus når han var forvandlet til varulv. Lupus troede indtil slutningen af Harrys tredje skoleår, at Sirius var en morder, og prøvede derfor på at forhindre Sirius i at finde Harry. Remus var engang ved at slå Severus Snape ihjel, da han var forvandlet til varulv. Snape har, mens Remus underviste på Hogwarts, brygget Stormhat-eliksiren til ham, så hans sind ville forblive normalt under forvandlingen. Derfor står Remus i meget stor gæld til Snape. 
Senere bliver Lupus gift med Nymphadora Tonks og sammen får de sønnen Ted, hans kælenavn bliver dog Teddy. Barnet Ted bliver opkaldt efter Nymphadoras far Ted Tonks, som var blevet myrdet. Harry bliver gjort til gudfar for den lille Ted. Lupus dør sammen med sin kone Tonks under det sidste slag mod Dødsgardisterne inden Voldemorts død.
Remus Lupus er med i Fangen fra Azkaban, Fønixordenen, Halvblodsprinsen og Dødsregalierne.

### Garrick Ollivander
Garrick Ollivander ejer butikken Ollivanders, der ligger i Diagonalstræde. Han laver tryllestave og er regnet for den bedste tryllestavsmager i England. Vi møder ham i den første Harry Potter-bog hvor han sælger Harry hans tryllestav. Vi møder ham igen, da han i den fjerde bog er kommet til Hogwarts for at undersøge deltagerne i Turneringen i Magisk Trekamp's tryllestave. I den sjette Harry Potter-bog hører vi, at hr. Ollivander måske er blevet bortført af dødsgardisterne.

### Rita Rivejern
Rita Rivejern er skribent for troldmandsavisen Profettidende. Hun er meget engageret i sit arbejde, men har en tendens til at skrive sin egen version af sandheden, angiveligt for at optimere nyhedsværdien af historien. Hun anvender gerne en kvikskribler, en fjerpen der selv tager notater mens hun interviewer folk. Hun er det man kalder en Animagus (en som kan forvandle sig til personens indre dyr). Hendes Animagus er en hornbille.

### Madam Rosmerta
Madam Rosmerta er ejeren af "De Tre Koste" i Hogsmeade. Er i Halvblodsprinsen under Imperius-forbandelsen, og hjælper derfor Draco Malfoy med at smugle en forgiftet halskæde ind på Hogwarts. Intentionen var at ramme Dumbledore, men ved et uheld går det ud over Katie Bell i stedet. 

Ron Weasley har en svaghed for Madam Rosmerta. 

### Nymphadora Tonks
Nymphadora Dora Tonks (født 1973) er datter af Andromeda og Ted Tonks. Hendes mor er fuldblodsheks og kommer fra troldmandslægten Black. Andromeda giftede sig med muggleren Ted Tonks og blev udstødt af familien Black.
Nymphadora, som helst bare vil kaldes Tonks da hun ikke bryder sig om sit fornavn, er en meget sød og kærlig person. Hun er meget nysgerrig, har et godt humør og hendes opførsel grænser ofte op til det irriterende, men når hun er nede, er hun rigtig langt nede og meget trist at være sammen med. Hun snakker meget og er sjov at være sammen med, og man får det indtryk, at alle kan lide hende. Hun er også en meget storesøsteragtig person overfor Hermione og Ginny.
Hun er meget klodset, og det er ret uheldigt, da hun er Auror, og hun dumpede derfor næsten i Snigen og Opsporing. Til gengæld fik hun topkarakterer i Camouflage til Aurortræningen uden at læse på det. Tonks er Metamorfmagus og kan derfor ændre sit udseende som hun vil. Hun har tit vildt lyserødt, lilla eller tomatrødt hår, men man kan altid kende hende på hendes blege, hjerteformede ansigt.
Tonks' Patronus tager form efter en varulv, fordi hun i lang tid har været forelsket i Remus Lupus. Lupus mener først at han er for gammel til hende og at hun fortjener bedre. Mod slutningen af Harry Potter og Halvblodsprinsen er Tonks tit er på besøg hos fru Weasley, og hendes hårfarve er helt leverpostejfarvet, fordi hun lider af kærestesorger. Nymphadoras Patronus har også en overgang ændret sig til en sort hund fordi hun savnede Sirius Black efter hans død. I Harry Potter og Dødsregalierne får Lupus endelig taget sig sammen til at fri til Tonks.
De får et barn sammen. En dreng som hed Teddy Lupus og Harry Potter bliver hans gudfar.
Tonks er medlem af Fønixordenen og deltager derfor i Slaget om Hogwarts, hvor hun bliver dræbt.
I filmene om Harry Potter spilles Nymphadora Tonks af Natalia Tena.

### Teddy Tonks
Teddy Tonks er søn af Nymphadora og Remus Lupus. Han optræder kun som spæd i Harry Potter og Dødsregalierne, samt i epilogen. Han er opkaldt efter sin morfar, Ted Tonks, og han er animorfmagus som sin mor. Begge hans forældre dør i Slaget om Hogwarts; han bevarer dog en nær tilknytning til både familierne Weasley og Potter grundet deres nære forhold til hans forældre.

## Andre magiske bipersoner

### Griphook
Griphook er en nisse, der arbejder for troldmandsbanken Gringotts. 
Han introduceres i De Vises Sten, hvor han eskorterer Harry og Hagrid gennem de underjordiske gange under banken, så de kan hente penge til Harry fra hans forældres opsparing, og så Hagrid kan hente De Vises Sten til Dumbledore. 
I Dødsregalierne bliver Griphook holdt som fange i kælderen under Familien Malfoys Herregård sammen med Luna Lovegood, Dean Thomas og Hr. Ollivander. Han undslipper ved mest alfen Dobbys hjælp men også Harry, Ron og Hermiones hjælp, og tager med dem til Muslingehytten, hvor han bliver plejet for sine sår. Senere indvilliger han i at hjælpe trekløveret med at bryde ind i Gringotts for at stjæle Gryffindors sværd.
Verne Troyer spiller Griphook i filmene.

### Den grumme
Den grumme er et væsen, der forestiller en hund. Det er et dødsvarsel. Den opsøger Harry flere gange og til sidst bliver Harry lidt bange for den. Senere viser det sig at det bare er Sirius Black.

## Mugglere, Fusere og ikke-magiske bipersoner

### Arabella Figg
Arabella Figg er en gammel dame, der introduceres i De Vises Sten. Hun bor to gader væk fra familien Dursleys hus på Ligustervænget i Little Whinging; i filmene er hun dog familiens genbo. Hendes hus beskrives som ubehageligt med en gennemtrængende lugt af kål, og hun insisterer på at vise Harry billeder af alle sine katte gennem tiderne, når han er på besøg. 
I De Vises Sten er Harry ikke begejstret for Mrs. Figg. Hun bliver typisk brugt af Hr. og Fru Dursley til at være barnepige for Harry, mens resten af familien tager med Dudley ud og laver noget sjovt på Dudleys fødselsdag. Dette år ringer hun imidlertid og fortæller at hun har brækket benet, netop som familien skal ud af døren, og da ingen andre kan findes til at tage sig af ham får Harry lov til at komme med i zoologisk have.
Senere afsløres det at fru Figg er en Fuser, og at hun af Albus Dumbledore er blevet bedt om at holde et øje på Harry, mens han vokser op. Således er det hende, der redder Harry og Dudley fra den Dementor, der angriber dem i starten af Fønixordenen. Hun er også medlem af både den originale og den Gendannede Fønixorden.

### Ted Tonks
Ted Tonks er en mugglerfødt troldmand, der har giftet sig med fuldblodsheksen Andromeda Black. Sammen har de datteren Nymphadora. Ted dør sammen med Andromeda i starten af Dødsregalierne under den aktion, der skal føre Harry sikkert til Vindelhuset. Af denne grund opkalder Nymphadora senere den søn, hun får med Remus Lupus, efter ham.